# Constantin Z. Vasiliu
Constantin Z. Vasiliu, född 16 maj 1882 i Focșani, död 1 juni 1946 i Jilava, var en rumänsk general. Han var under andra världskriget befälhavare för Rumäniens gendarmeri samt understatssekreterare i rumänska inrikesministeriet. Han föreslog inrättandet av getton för Rumäniens judar och organiserade massakrer i Bessarabien och Bukovina. Efter andra världskriget ställdes han inför rätta och dömdes till döden för krigsförbrytelser. Han arkebuserades tillsammans med Ion Antonescu (Rumäniens conducător), Mihai Antonescu (vice premiärminister och utrikesminister) och Gheorghe Alexianu (guvernör för Transnistrien) den 1 juni 1946 vid Jilavafängelset i utkanten av Bukarest. Platsen där avrättningen ägde rum kallas Valea Piersicilor, "Persikoträdens dal".